# San José Buenavista, Santos Reyes Yucuná
San José Buenavista är en ort i Mexiko.   Den ligger i kommunen Santos Reyes Yucuná och delstaten Oaxaca, i den sydöstra delen av landet, 220 km sydost om huvudstaden Mexico City. San José Buenavista ligger 1 840 meter över havet och antalet invånare är 253.
Terrängen runt San José Buenavista är huvudsakligen kuperad. San José Buenavista ligger uppe på en höjd. Runt San José Buenavista är det glesbefolkat, med 18 invånare per kvadratkilometer. Närmaste större samhälle är San Sebastián del Monte, 10,9 km söder om San José Buenavista. I omgivningarna runt San José Buenavista växer huvudsakligen savannskog.